# Rameau (cratère)
Pour les articles homonymes, voir Rameau.
Rameau est le nom d'un cratère d'impact présent sur la surface de Mercure. 

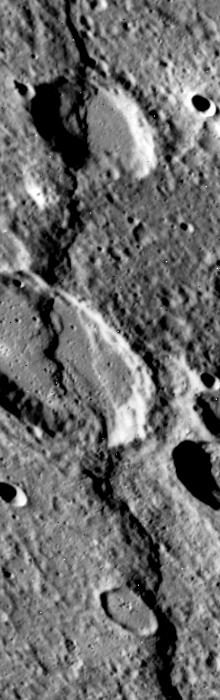
Photo prise par la sonde Mariner 10 de l'escarpement Discovery Rupes traversant le cratère Rameau (au centre de l'image)

Le cratère fut ainsi nommé par l'Union astronomique internationale en 1976 en hommage au compositeur français Jean-Philippe Rameau. 
Son diamètre est de 58 km. Il se situe dans le quadrangle de Discovery (quadrangle H-11) de Mercure.
Le cratère est traversé par l'escarpement Discovery Rupes. 